# 江西省公安厅
江西省公安厅是中华人民共和国江西省人民政府的组成部门，主管全省公安工作。

## 职责
- 贯彻执行国家的法律、法规和公安工作的方针、政策；拟订全省公安工作的规定和实施办法；对全省公安机关实施组织领导和指挥；部署、指导、监督和检查全省公安工作。
- 掌握影响社会稳定、危害国内安全和社会治安的情况，分析形势，制定对策。
- 组织实施并指导全省公安机关侦查工作，组织、协调处置重大案件、治安事件、治安事故和重大群体性事件、骚乱。
- 组织实施并指导全省公安机关依法查处违反治安管理行为，依法开展治安行政管理工作；指导、监督全省公安机关治安保卫工作。
- 组织指导出入境和外国人在江西省境内居留、旅行的有关管理工作，组织指导全省公安外事工作。
- 组织实施并指导、监督全省消防、警卫和边防检查工作；对武警部队执行公安任务及相关业务建设实施领导和指挥。
- 组织实施并指导全省公安机关维护道路交通安全、交通秩序以及机动车辆、驾驶人管理工作。
- 组织实施并指导、监督全省公共信息网络的安全保护工作，负责信息安全等级保护工作的监督、检查、指导。
- 指导、监督全省公安机关依法承担的执行刑罚工作，组织实施并指导、监督全省看守所、收容教育所、拘留所、强制隔离戒毒所、戒毒康复中心和安康医院等的管理工作，规划和指导全省监所建设。
- 组织实施并指导全省公安法制建设；指导、检查、监督全省公安机关执法活动；负责管理劳动教养对象的审批和有关劳教对象申诉案件的受理工作。
- 组织实施并指导全省公安机关开展禁毒和缉毒工作，承担省禁毒委员会办公室的日常工作。
- 组织、指导、协调对全省恐怖活动的防范、侦察、处置工作，承办省反恐怖工作协调小组办公室和处置劫机事件应急指挥部办公室的日常工作。
- 组织实施全省公安科学技术工作，规划公安指挥系统、信息技术和刑事技术。
- 拟定并组织落实全省公安被装、装备、经费的配备标准和制度。
- 指导全省公安政治工作和队伍建设；领导全省公安消防、警卫部队建设；组织实施并指导、管理全省公安宣传、教育、训练工作；按规定权限管理干部人事工作。
- 制定全省公安队伍监督管理工作规章制度，分析队伍状况；组织实施并指导全省公安机关督察工作，按规定权限实施对干部的监督，查处或督办公安队伍重大和较大违纪案件；指导全省公安队伍思想作风、工作作风建设。
- 承办省人民政府交办的其他事项。[1]

## 机构设置

### 内设机构
- 江西省公安厅设有

办公室、
指挥中心、
指挥调度处、
情报信息研判处、
新闻舆情处、
政策研究室、
人事处、
教育训练处、
宣传处、
离退休干部处、
现役工作办公室、
警务督察总队、
审计处、
信访处、
直属机关党委、
经济犯罪侦查总队、
治安警察总队、
刑事警察总队、
水上警察总队、
出入境管理局、
边防总队、
消防总队、
警卫局、
网络安全保卫总队、
监所管理总队、
交通管理局、
法制总队、
警务保障部、
禁毒总队、
科技信息化总队、
反恐总队、
机场公安局、
江西警察学院等机构，分别承担相关业务工作。
- 省森林公安局、南昌铁路公安局、省民航公安局、南昌海关缉私局列入省公安厅序列，受主管部门和省公安厅双重领导。

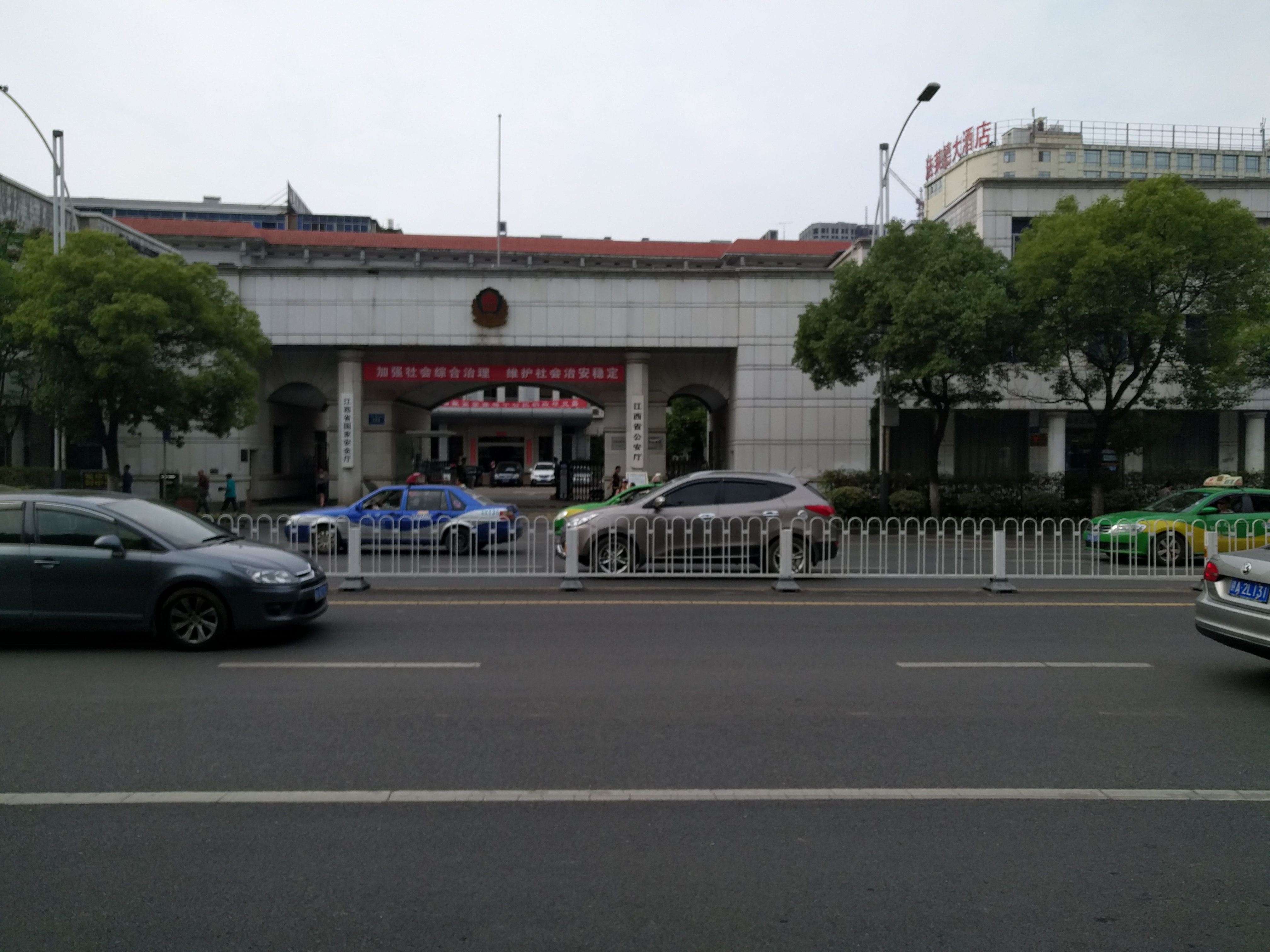
江西省公安厅原驻地江西省南昌市阳明路133号

### 下属机构
- 江西警察学院